# Timergara
Timergara (Urdu ایمرگرہ) ist eine Stadt in Pakistan im gleichnamigen Tehsil (Timergara Tehsil) und Sitz des Distriktes Lower Dir in der Provinz Khyber Pakhtunkhwa mit etwa 40.000 Einwohnern. Die Stadt liegt im Norden Pakistans am Panjkora, einem rechten Nebenfluss des Swat. Die nächste Großstadt ist Mingora, die etwa 45 km westlich liegt.
In Timergara wurden bedeutsame Funde von menschlichen Bestattungen aus dem 16. bis 4. Jahrhundert v. Chr. gemacht, insbesondere von der Gandhara-Grabkultur.

## Lage
Timergara liegt am südlichen Ausläufer des Hindukusch im Norden Pakistans auf einer Meereshöhe von 823 Metern am Panjkora, einem rechten Nebenfluss des Swat.

## Geschichte
Das Gebiet von Timergara ist mindestens seit der ersten Hälfte des 2. Jahrtausends v. Chr. besiedelt. Anhand der vor Ort ausgegrabenen Keramik wird die darauf folgende Frühgeschichte der Region in vier Perioden unterteilt. Periode I vom 16. bis zum 13. Jahrhundert v. Chr., Periode II vom 12. bis 10. Jahrhundert. Bei diesen beiden Perioden, die anhand der Gräber und der dort enthaltenen Keramik rekonstruiert wurden. Etwa um das 9. Jahrhundert v. Chr. wurde die Region möglicherweise erobert, worauf Plünderungen und Schändigungen der Gräber von Periode I und II schließen lassen (Periode III). Ab der Mitte des 6. Jahrhunderts v. Chr. gehörte das Gebiet zum Achämenidenreich (Periode IV).
Im Jahr 1899 wurde die Baba Jee Masjid, auch Babaji-Moschee erbaut, die bis heute erhalten ist.

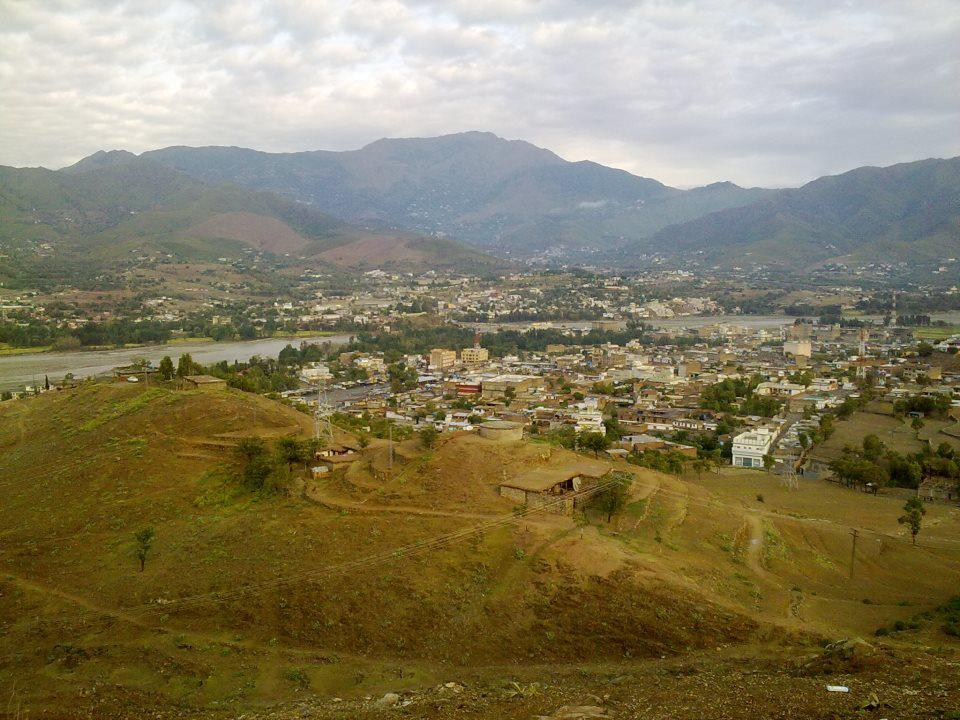
Timergara im Sommer
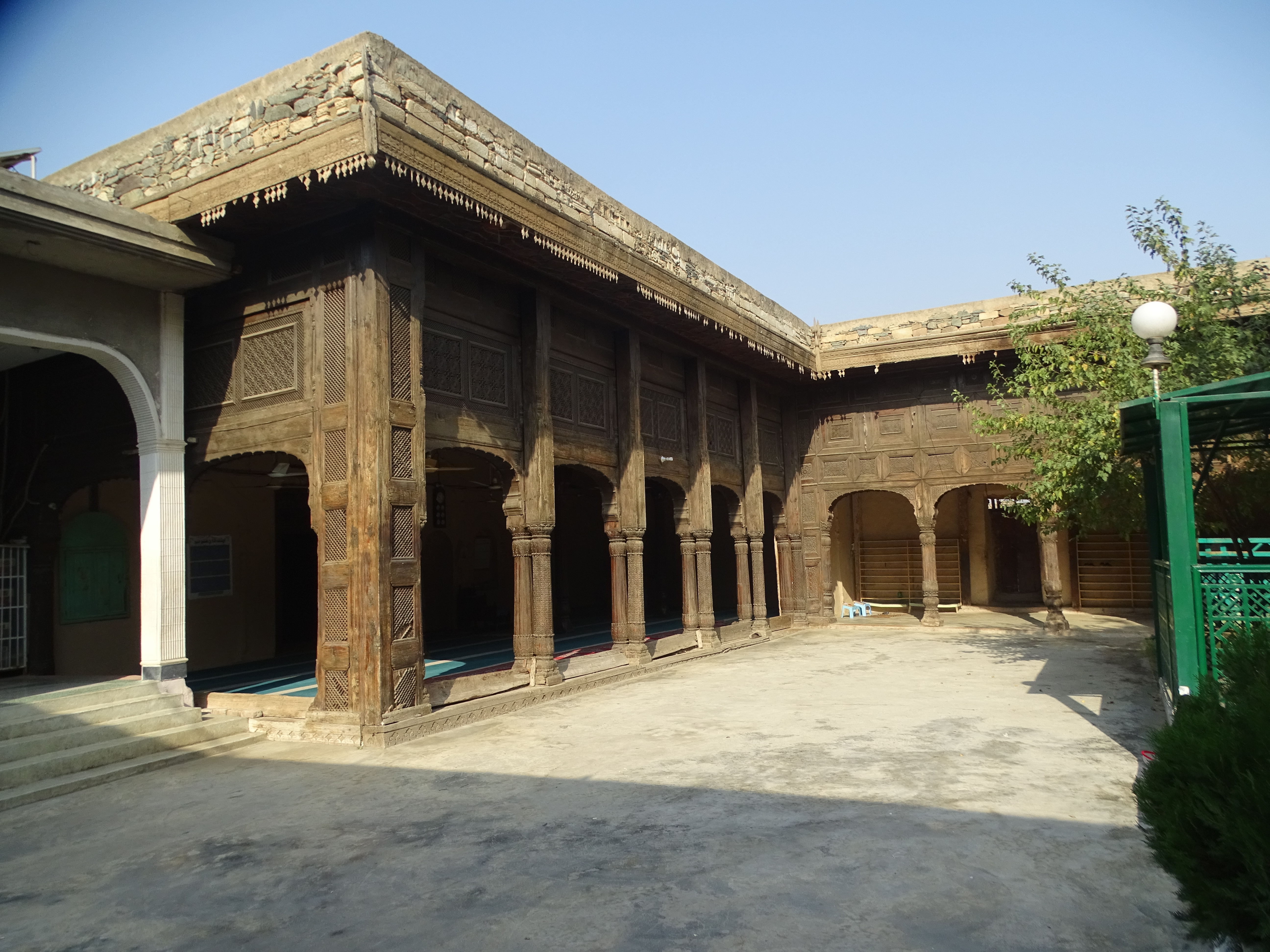
Baba Jee Masjid (2016)